# FC Alma-Ata
FC Alma-Ata (în kazahă Алма-Ата Футбол Клубы) a fost un club de fotbal din Almatî, Kazahstan, care a existat între anii 2000-2008. Clubul a fost fondat inițial ca FC Tsesna în 2000, iar în 2004 a fost redenumit în FC Alma-Ata.

## Palmares
Cupa Kazahstanului (1): 2006
Finalistă (1): 2008